# Gnadenvita
Gnadenvita oder Gnaden-Leben (im Unterschied zum unspezifischen Begriff „Gnadenleben“) ist die Gattungsbezeichnung von Texten der Viten- und Offenbarungsliteratur, die vor allem in Frauenklöstern in der ersten Hälfte des 14. Jahrhunderts entstanden sind.  In Form einer Vita schildern sie im Sinne mystischer Spiritualität den Verlauf eines Lebens aus und in der Gnade Gottes.

## Umfang der Gattung
Der erstmals um 1980 vorgeschlagene und inzwischen allgemein anerkannte Begriff „Gnadenvita“ bezeichnet Werke, die einerseits angrenzen an vitenähnlich strukturierte Darstellungen von Heiligen oder Mystikern, andererseits an Offenbarungs- und Visionsniederschriften. Charakteristisch sind die Werke von Christine Ebner, Adelheid Langmann und Friedrich Sunder aus dem Kloster Engelthal, ebenso von Elsbeth von Oye aus dem Kloster Oetenbach und von der Begine Gertrud von Ortenberg. Deutliche Parallelen bestehen auch zu Heinrich Seuses „Vita“. Die Bandbreite der Gattung reicht von Werken der Brautmystik (z. B. Adelheid Langmann) bis hin zu solchen der Passionsmystik (besonders Elsbeth von Oye).
Erschwert wird die Erforschung der Gattung dadurch, dass einige der wichtigsten Texte (Christine Ebner, Gertrud von Ortenberg) bisher noch nicht ediert sind. Weitere Werke sind wohl noch zu entdecken. Mehrere sind auch endgültig verloren, wobei ein Teil von ihnen noch indirekt identifizierbar ist, indem mehrere Schwesternbücher Kurzviten enthalten, die auf eine ausführlichere Gnadenvita rückschließen lassen (z. B. die Irmegard-Vita im Kirchberger Schwesternbuch).  Noch zu erforschen sind mögliche Bezüge zu den Schriften der niederländischen Mystikerinnen des 13. Jahrhunderts wie Hadewijch, Beatrijs von Nazareth und anderen.

## Inhalt
Im Unterschied zur Heiligenbiographie, aber auch zur Heiligenlegende sind in der Gnadenvita äußere Ereignisse ohne Belang. Einzelne Zeitangaben erscheinen fast nur nebenbei und dienen meist nur zur Beglaubigung der Tatsächlichkeit des Geschehens. Zentrales Thema ist einzig die Entfaltung des begnadeten Lebens.
Es beginnt, als Neu-Geburt im Sinne einer Lebenswende, mit der entschiedenen Neuausrichtung des Lebens hin auf Gott. Charakteristisches Motiv hierbei ist oftmals das Aufgeben des „Eigenwillens“ im Entschluss, sich ganz dem Willen Gottes anheimzugeben. Im Folgenden wird dann geschildert, wie der Mensch sich immer mehr öffnet für den Einfluss der göttlichen Gnade und im Verlauf seiner Vita immer höherer Formen der Gottesbegegnung, und damit auch der Erkenntnis, teilhaftig wird: in visionärer Schau, im Erleben von „Unio“ und „Gottesgeburt“, in der Entrückung in die Gottheit, aber auch im Ertragen von „Gottesfremde“ und „Trockenheit“. Im seelsorgerischen Gnadenwirken wird dieses neue Dasein dann auch für die Mitmenschen fruchtbar. Dabei kommen auch vielfältige Aspekte der rechten Lebensführung in den Blick, ebenso wie Problemstellungen der Theologie (z. B. im Eucharistieverständnis).
In der Gnadenvita richtet sich der Blick auf die Innenwelt des Menschen und von da auf die übernatürliche Wirklichkeit.
Während sich in der Legende Heiligkeit in äußeren Ereignissen, so vor allem in Werken der tätigen Tugend, manifestiert, offenbart sich diese Heiligkeit in der Gnadenvita in inneren Geschehnissen. Auch die Sorge um die Mitmenschen hat, als „Seel-Sorge“ im eigentlichen Sinn, wesentlich deren Inneres vor Augen. Im Gebet für die Armen Seelen, einem gerade in klausurierten Nonnenklöstern besonders wichtigen Anliegen, wirkt sie auch über den irdischen Tod hinaus.

## Literarische Form
Das in der Gnadenvita aufzuweisende Gnadengeschehen zwischen Gott und Mensch reicht über die mit den Sinnen erfahrbare Wirklichkeit hinaus. Um ihm Ausdruck zu geben, bedient sich die Gnadenvita der stilistischen Mittel der Legende, die den damaligen Menschen von Grund auf vertraut waren. So werden innerseelische Geschehnisse in szenische Bilder umgesetzt, wobei jedoch an die Stelle des legendarischen Wunders die visionäre Szene tritt. Bilder aus der Bibel (besonders aus dem Hohenlied), aus dem Minnewesen und aus der mystischen Tradition sowie Begriffe der mystischen Gottesspekulation suchen das eigentlich unsägliche Geschehen zu vermitteln.
Die mehrfach diskutierte Frage, ob die einzelnen Schilderungen der Gnadenviten auf reale Erlebnisse zurückgehen oder fiktiv sind, wäre nur mit Hilfe außerliterarischer Quellen zu beantworten, da die legendarische Form der Viten solche Fragen grundsätzlich offenlässt.

## Intentionen
Die Gnadenvita zielt weit über die Schilderung außerordentlicher Gnadenerfahrungen hinaus auf ein neues Ideal der Heiligkeit. Sie bringt damit einen „ungeheuren Umschwung der religiösen Anschauung“ zum Ausdruck, den religiösen Paradigmenwechsel, der im 12. Jahrhundert begonnen und im 13. Jahrhundert breite Kreise erfasst hatte. Für das Seelenheil genügt nicht mehr der herkömmliche Vollzug der Glaubens- und Tugendpraxis: in existentiell vertiefter Sicht kommt alles auf den innerseelischen Vollzug der Glaubensentscheidung an, in der personalen Beziehung zu Gott, der sich als liebendes „Du“ offenbart. Die Gnadenvita will die Möglichkeit des Eins-Werdens und des Eins-Seins mit diesem Gott aufzeigen. Insofern dies als „Mystik“ bezeichnet werden kann, bringt die Gnadenvita, als eine Form narrativer Theologie, mystische Lehre in Form eines „Lebens“ zum Ausdruck.

## Bedeutung
So gering die Anzahl erhaltener Gnadenviten auch ist, so bedeutend sind diese Texte als geistesgeschichtliche Dokumente.
Zuallererst gehören sie zu den frühesten Zeugnissen einer eigenständigen Frauenliteratur, basierend auf der Frauenmystik, einer religiösen Frauenbewegung des 12. bis 14. Jahrhunderts. Nicht mehr nur einzelne prophetische Frauen ergreifen hier das Wort, sondern eine Vielzahl gebildeter Frauen, geschützt und gefördert durch das Klosterkollektiv, erhebt hier den Anspruch, eigenes Denken und Erleben kundzutun und lehrend zu verbreiten.
Indem hier die „Seele“, das heißt: der personale Wesenskern des Einzelnen, als einzigartig und von Gott geliebt erfahren wird, und indem Gott und Mensch sich als „Du“ und „Ich“ begegnen, zeigen diese Texte bereits ein Individualbewusstsein, wie es bislang gemeinhin erst der Renaissance-Zeit zugesprochen wird. Der Blick nach „innen“ auf die innerseelischen Vorgänge vermittelt zugleich Erfahrungen über die Tiefenschichten des Bewusstseins.
In theologischer Hinsicht zeigen die Texte ein Ringen um ein neues Gottesbild, in der Spannung zwischen „Gerechtigkeit“ und „Liebe“ als grundlegenden Eigenschaften Gottes. Weithin gelingt es, das oftmals vorgegebene Bild des strengen, fernen Richtergottes durch die Erfahrung eines liebenden Gottes zu ersetzen, der in seiner Dreieinigkeit schon in sich selbst dialogisch ist.
In all dem ist aber zugleich begründet, dass die Verbreitung und damit auch die Bedeutung der Gnadenviten auf einen relativ engen Bereich beschränkt blieb. Schon zur Zeit ihrer Entstehung stieß diese Literatur auf starke Widerstände. Die Reduzierung individueller Gotteserfahrungen auf dogmatisch abgesicherte Aussagen zeigt sich bereits in der Umformung zu Kurzviten der Schwesternbücher, die dann zum Verlust der meisten einzelpersönlichen Viten und Offenbarungen führte.
Zugleich verstärkte sich seit 1300 allgemein das amtskirchliche Bemühen, die religiösen Erfahrungen von Frauen in „ungefährliche“ Bahnen zu lenken; die großen geistigen Aufbrüche der Frauen- und Armutsbewegung waren zu dieser Zeit sowieso meist schon Historie. Persönliche Offenbarungen wurden immer mehr als Verirrungen hingestellt. Nur in einzelnen, zumeist dominikanischen Bereichen war „Mystik“ noch möglich. Spätestens mit der Pestkatastrophe von 1348 war dann auch die personelle Basis in den Frauenklöstern geschwunden. Den Klosterreformern des 15. Jahrhunderts waren „mystische“ Erlebnisse grundsätzlich suspekt, ihnen ging es um die praktische Pflichterfüllung im religiösen Leben und die Beschränkung der Frauen auf den Bereich der Klausur: Tugendstreben statt persönlicher Gotteserfahrung und theologischer Lehrtätigkeit. So blieben auch nur wenige Texte erhalten, die dann in der Forschung des 19. Jahrhunderts weitgehend im Sinne einer Abqualifizierung von Frauenliteratur gedeutet wurden: als Zeugnisse „illiterater“, naiver, emotionaler, visionssüchtiger oder auch seelisch kranker weiblicher Naturen. Erst die neueste Forschung entdeckt allmählich die wahre Bedeutung dieser Literatur.
Bereits jetzt aber zeigt sich in der literaturwissenschaftlichen Analyse die Notwendigkeit deutlicher Grenzziehungen im Bereich der Offenbarungsliteratur. Bereits im 14. Jahrhundert wurden in manchen Klöstern supranaturale Erlebnisse geradezu gesucht, und „mystische“ Ausdrucksweise wurde zu einer Modesprache. Im 15. Jahrhundert kam es dann im Zuge eines verstärkt individuellen und zuweilen auch wundersüchtigen Frömmigkeitsstrebens zu „Offenbarungen“ recht fragwürdiger Art, die schon zu ihrer Zeit heftig umstritten waren. Von den theologischen Intentionen der Gnadenviten sind solche Texte weit entfernt.